# The Beatnuts
The Beatnuts zijn een Amerikaanse hiphopgroep uit New York. De leden van de groep zijn JuJu (Jerry Tineo) en Psycho Les (Lester Fernandez). Oorspronkelijk was de groep een trio met als derde lid Fashion, ook bekend als Al' Tariq (Berntony Smalls).

## Muziekstijl
The Beatnuts produceren muziek die klassieke partyhiphop met veel samples en jazzrap combineert. Hun vroege werk valt eerder eerder onder undergroundhiphop in te delen. Het latere werk (vanaf 1998 met Watch Out Now) wordt beschouwd als partyhiphop. Verder zijn invloeden of samples te vinden uit de funk en latin (JuJu heeft een Dominicaanse en Psycho Les een Colombiaanse achtergrond).
De beat van "Watch Out Now" werd in 2002 gebruikt door Jennifer Lopez in de wereldhit "Jenny from the Block". Het zorgde voor enige controverse, en The Beatnuts kregen later alsnog royalty's betaald.

## Geschiedenis
De leden waren oorspronkelijk hiphop-dj's. Bij toeval werden ze door Afrika Baby van de hiphopgroep Jungle Brothers geïntroduceerd aan het hiphopcollectief Native Tongues. Dit collectief bestond uit bekende namen als De La Soul, A Tribe Called Quest en Jungle Brothers. Destijds waren JuJu en Psycho Les een deejayduo onder de naam Beat Kings. Ze sleurden telkens honderden platen mee naar feestjes, reden waarom de Jungle Brothers hen nuts (gek) verklaarden en hen niet meer Beat Kings noemden maar Beatnuts.
Oorspronkelijk mixten en produceerden The Beatnuts muziek voor internationaal bekende namen als Stereo MC's, Common, Fat Joe en Suprême NTM. Later begonnen Psycho Les en ook Fashion ook te rappen op de tracks die ze produceerden. Gelijktijdig waren ze ook specialisten in het remixen van hiphopsingles.
In april 1993 kwam hun eerste solo-ep Intoxicated Demons uit, waarna in 1994 het volledige album The Beatnuts: Street Level volgde. The Beatnuts bleven wat in de undergroundhiphop steken tot hun doorbraak met Off the Books in 1997, waarop rapper Big Pun optrad.

## Discografie
- Intoxicated Demons: The EP (1993)
- The Beatnuts: Street Level (1994)
- Stone Crazy (1997)
- A Musical Massacre (1999)
- Take It or Squeeze It (2011)
- The Originators (2002)
- Milk Me (2004)